# Setsuo Tsukahara
Setsuo Tsukahara (soms ook: Tukahara) (Japans: 塚原 晢夫, Tsukahara Setsuo) (Seoel, 15 maart 1921 – Tokio, 10 december 1978) was een Japans componist en dirigent.       
Van deze componist is niet veel bekend, alhoewel hij gedurende zijn leeftijd vooral in Japan een belangrijke rol in het muziekleven van het land ingenomen heeft. In 1972 richtte hij het Junior Philharmonic Orchestra of Tokyo op en was lange jaren hun dirigent.
Als componist schreef hij werken voor orkest, harmonieorkest en vooral filmmuziek.

## Composities

### Werken voor orkest
- 1972 Symfonie nr. 1
- Concert, voor klarinet en orkest
- Concert, voor piano en orkest
- Fanfare dignity
- A fanfare is gorgeous
- The waltzing cat

### Werken voor harmonieorkest
- 1968 Utsurigi na godo no mūdo (Capricious perfect 5th), fantasie[5]

### Filmmuziek
- 1952 Kujira (Whale)[6][7][8]
- 1957 Kuchizuke (Kisses)
- 1957 Danryu (Warm Current)
- 1958 Kyojin to gangu (Giants and Toys)
- 1958 Futeki na otoko (A Daring Man)
- 1959 Nimai no e
- 1959 Saikô shukun fujin (The Most Valuable Wife)
- 1959 Tasogare no Tokyo Tower
- 1959 Hanran (Flood)
- 1959 Bibô ni tsumi ari (Beauty Is Guilty)
- 1960 Karakkaze yarô (Afraid to Die)
- 1960 Ashi ni sawatta onna (The Woman Who Touched the Legs)
- 1961 Koshoku ichidai otoko (A Lustful Man)
- 1962 Yûkai
- 1962 Nakayama shichiri (In a Ring of Mountains)
- 1964 Yadonashi inu
- 1967 Dimension zero. Wild animal hunter
- 1969 Marine Boy
- 1969 Kaitei Shônen Marin
- Kumo no Ito (The Spider's Thread)
- Submarine Boy Marine (Season One)

## Publicaties
- A Treatise on the Fundamental Principles of Violin Playing by Leopold Mozart, translated by Editha Knocker, with a preface by Dr. Alfred Einstein, Londen, Oxford University Press, 1948, 1951, Japanese translation by Setsuo Tsukahara, Zen-on-Gakufu Schuppan-sha, Tokyo, 1974. 205 p.